# The Wasp Woman
The Wasp Woman es una película estadounidense de ciencia ficción estrenada en 1959, producida y dirigida por Roger Corman y protagonizada por Susan Cabot y Anthony Eisley. Fue estrenada originalmente en formato dual junto a Beast from Haunted Cave de Monte Hellman.

## Sinopsis
Janice Starlin, fundadora de una firma de cosméticos, le encarga al doctor Eric Zinthrop el desarrollo de una enzima proveniente de la avispa para combatir los efectos de la vejez en sus clientes. La propia Janice se ofrece como voluntaria para el experimento, pero los resultados no son los esperados y Janice empieza a convertirse paulatinamente en una extraña y violenta criatura.

## Reparto
- Susan Cabot como Janice Starlin.
- Fred Eisley como Bill Lane.
- Barboura Morris como Mary Dennison.
- William Roerick como Arthur Cooper.
- Michael Mark como Eric Zinthrop.
- Frank Gerstle como Les Hellman.
- Bruno VeSota como el vigilante.
- Roy Gordon como Paul Thompson.
- Carolyn Hughes como Jean Carson.
- Lynn Cartwright como Maureen Reardon.
- Roger Corman como el doctor en el hospital.